# 2051
Năm 2051 (số La Mã: MMLI). Trong lịch Gregory, nó sẽ là năm thứ 2051 của Công nguyên hay của Anno Domini; năm thứ 51 của thiên niên kỷ 3 và của thế kỷ 21; và năm thứ hai của thập niên 2050.